# Lucius Iter

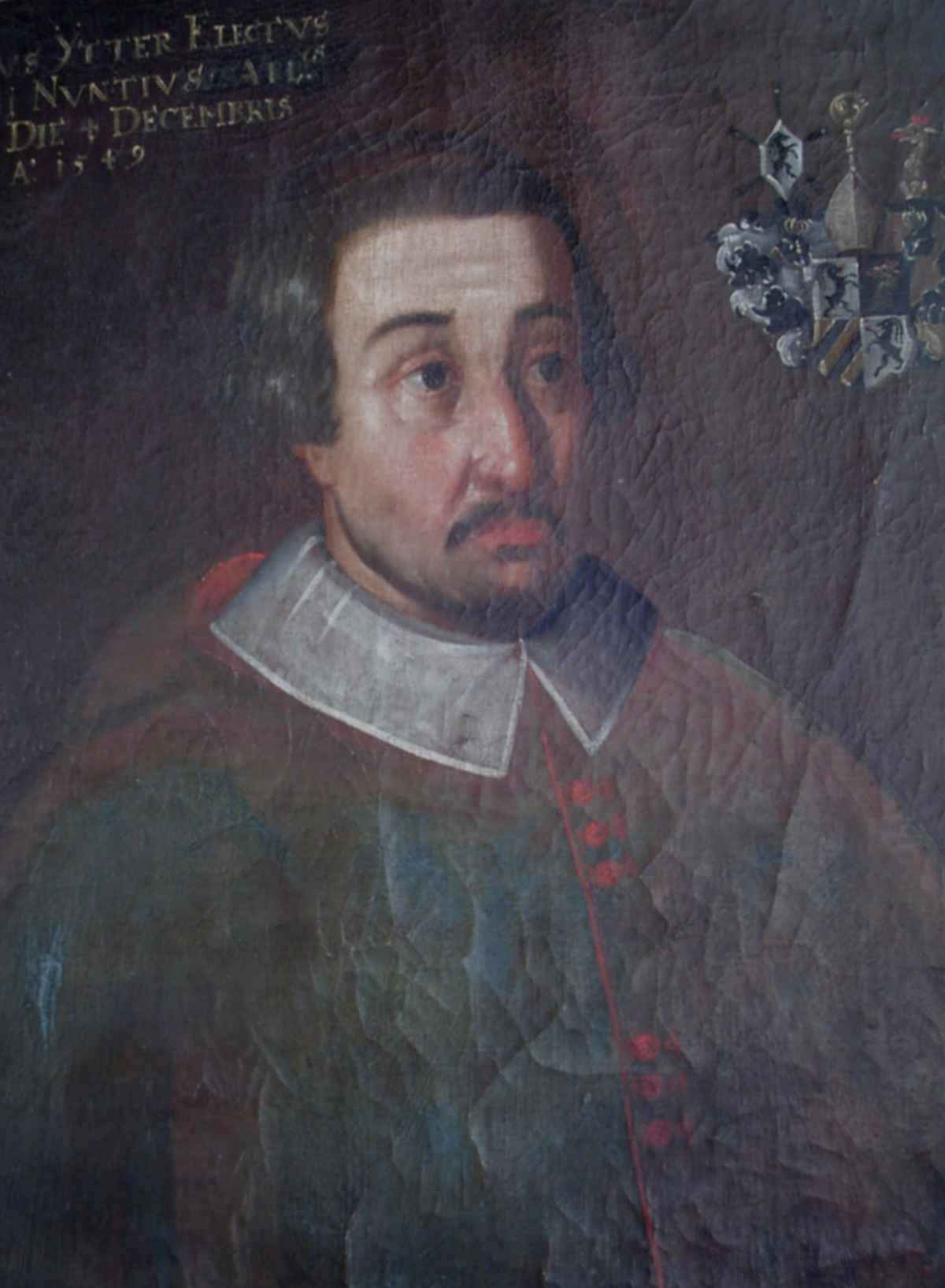
Lucius Iter († 1549), Fürstbischof von Chur 1542–1549

Lucius Iter (auch Luzius Ither; † 4. Dezember 1549 in Chur, Schweiz) war römisch-katholischer Bischof des Bistums Chur.

## Leben
Lucius Iter stammte aus Chur, sein Vater Hans Iter war dort Bürgermeister. Sein älterer Bruder Donath Iter war seit 1492 Kanoniker in Chur, Domkustos 1495–1503, Domdekan 1505–1526. Sein Neffe Caspar de Capol war von 1530 bis 1540 Generalvikar des Bischofs Paul Ziegler von Ziegelberg.
Lucius Iter, seit 1499 Domkustos, studierte 1509 an der Universität zu Köln und erlangte dort den Abschluss als Magister Philosophiae (M.Phil.). 1537 wurde er Dompropst in Chur. Mit einigen Domkapitularen harrte er nach dem Ausbruch der Reformation im Bündnerland im Bischofspalast aus, um in Abwesenheit des Bischofs Paul Ziegler die Kontinuität des Bistums zu gewährleisten. Er fand Unterstützung in der Familie und im Bündner Adel.
Immer wieder in der Vergangenheit war es dem Gotteshausbund gelungen, die schleichende Übernahme durch das Haus Habsburg zu verhindern und so den Fortbestand des Fürstbistums zu wahren. So unterstützte er auch die Domherren bei der Wahl eines Nachfolgers für den am 25. August 1541 auf der Fürstenburg im Vinschgau verstorbenen Bischof Ziegler. Die Wahl am 5. Oktober 1541 fiel auf Lucius Iter.
Mit kaiserlichem Dekret vom 3. Februar 1542 verlieh ihm Kaiser Karl V. die Reichsregalien. Die Bestätigung durch Papst Paul III. erfolgte am 26. April 1542. Die Bischofsweihe spendete ihm am 4. Januar 1545 der Bischof von Konstanz Johannes von Weeze in Meersburg, dem Konstanzer Bischofssitz. 1546 verlieh ihm Franz I., König von Frankreich, die Abtei Notre-Dame-de-Val in der Picardie als Kommende und Papst Paul III. ernannte ihn in demselben Jahr zum Nuntius cum potestate legati a latere für Bünden und die Eidgenossenschaft.
Er galt als Förderer der sakralen Kunst, so liess er die Laurentiuskapelle an die Kathedrale anbauen und erneuerte die bischöfliche Residenz. Es gelang ihm, durch regelmässige Einkünfte die Bistumsfinanzen zu stabilisieren. Es gelang ihm weiterhin, als Haupt des Gotteshausbundes in den Auseinandersetzungen mit der Stadt Chur die bischöfliche Souveränität über die Ausübung der niederen und höheren Gerichtsbarkeit zu behalten.
Bischof Lucius Iter starb am 4. Dezember 1549 und wurde in der neuen, von ihm erbauten Laurentiuskapelle der Kathedrale „Mariä Himmelfahrt“ in Chur beigesetzt.